# Кладзани
Кладзани (слч. Kladzany) насељено је мјесто са административним статусом сеоске општине (слч. obec) у округу Вранов на Топлој, у Прешовском крају, Словачка Република.

## Становништво
| Година:    | 1994. | 2004.   | 2014.   | 2024.   |
| ---------- | ----- | ------- | ------- | ------- |
| Број људи: | 621   | 559     | 537     | 529     |
| Разлика:   |       | -9,98 % | -3,93 % | -1,48 % |

| Година:    | 2023. | 2024.   |
| ---------- | ----- | ------- |
| Број људи: | 531   | 529     |
| Разлика:   |       | -0,37 % |

Према подацима о броју становника из 2024. године насеље је имало 529 становника.